# シュテルン音楽院の人物一覧
シュテルン音楽院の人物一覧は、シュテルン音楽院に関係する人物の一覧記事。

## 著名な教職員

### 器楽奏者
- クラウディオ・アラウ
- ジェームス・クヴァスト
- マルティン・クラウゼ
- テオドール・クラク
- アルノルト・クルーク
- 高橋尚子
- カール・ハインリヒ・バルト
- コンラート・ハンゼン
- アントン・ヘッキング
- エンリコ・マイナルディ
- モーリッツ・モシュコフスキ
- フェルディナント・ラウプ

### 作曲家
- リヒャルト・ヴュルスト
- フリードリヒ・キール
- ゲオルク・グレーナー
- パウル・グレーナー
- フリードリヒ・ゲルンスハイム
- ユリウス・シュテルン
- マックス・トラップ
- ハンス・プフィッツナー
- エドゥアルト・フランク
- アドルフ・ベルンハルト・マルクス

### 音楽学者
- オズヴァルト・ヨナス

### その他
- ロベルト・ラデッケ

## 卒業生

### 器楽演奏家
- クラウディオ・アラウ
- アルノルト・クルーク
- ファジル・サイ
- エトヴィン・フィッシャー
- ルイ・ブラッサン
- リヒャルト・フランク
- エンリコ・マイナルディ
- モーリッツ・モシュコフスキ
- エーリヒ・レーン

### 作曲家
- シュテファン・ヴォルペ
- ハインリヒ・カミンスキ
- ヘルマン・ゲッツ
- ゲオルク・フォラートゥーン
- イルゼ・フロム＝ミヒャエルス
- ロマン・マチエイェフスキ
- エルンスト・ミエルク
- 山田耕筰

### その他
- クリスティアン・ティーレマン
- マンフレッド・ブコフツァー
- ブルーノ・ワルター